# Orbcomm
Orbcomm ist ein börsennotiertes US-amerikanisches Unternehmen mit Sitz in Fort Lee (New Jersey), an dem unter anderem der deutsche Technologiekonzern OHB beteiligt ist. Es betreibt ein Datenkommunikationsnetz, das von jedem Punkt der Erde aus  Textmitteilungen weiterleitet. Anwendungen sind beispielsweise Containerverfolgung, Maschinenüberwachung oder Messdatenübermittlung.
Orbcomm Deutschland ist der deutsche Länderrepräsentant von Orbcomm Europa LLC, eine Firma zur Vermarktung von Telekommunikationsdienstleistungen des Orbcomm-Satellitensystems in Europa. Diese Wiederverkäufer stellen komplette End-to-End-Lösungen und die entsprechende Unterstützung für mobile und feste Installationen zur Verfügung.

## Satelliten
Die Orbcomm-Satellitenkonstellation basiert zunächst auf insgesamt 29 Kleinsatelliten, die die Erde in sechs Erdumlaufbahnen in ca. 800 km  Höhe umkreisen (Low Earth Orbit, LEO) und 13 weltweit verteilten Bodenstationen. Die Satelliten empfangen die Daten unmittelbar von kleinen Funkgeräten und leiten sie über einen Gateway als Internet-E-Mail oder X.400 an den Empfänger weiter. Orbcomm sichert zu, dass 90 % der Mails innerhalb von sechs Minuten ihren Adressaten erreichen. Die Kleinsatelliten wiegen etwa 45 kg und haben eine elektrische Leistung von 160 W. Sie wurden mittels Pegasus-Raketen vom Flugzeug aus gestartet.
Hinzu kam eine zweite Serie von 17 Satelliten. Geplant waren 18, aber der Start des ersten Satelliten zusammen mit einem Dragon-Raumschiff am 8. Oktober 2012 schlug fehl: Der Satellit wurde in einem zu niedrigen Orbit ausgesetzt und verglühte bereits nach zwei Tagen in der Erdatmosphäre. Der Start der nächsten sechs Satelliten mit einer Falcon 9 am 14. Juli 2014 war erfolgreich, ebenso ein dritter Start mit 11 Satelliten – ebenfalls mit einer Falcon 9 – in der ORBCOMM OG-2 Mission 2 am 22. Dezember 2015.

## Uplink/Downlink
Genutzt wird das UKW-Band zwischen 137 MHz und 150 MHz. Die Datenrate beträgt im Uplink 4,8 kbit/s und 2,4 kbps in SDPSK-Modulation.